# Гриффитс, Мартин
Мартин Гриффитс (англ. Martin Griffiths, род. 3 июля 1951, Коломбо) — британский дипломат, занимает должность заместителя генерального секретаря по гуманитарным вопросам и координатора чрезвычайной помощи в Организации Объединённых Наций. 

## Личная жизнь и образование
Гриффитс родился в Коломбо, Шри-Ланка, получил образование в школе Лейтон-Парк и Университете Сассекса. Он получил степень магистра в области исследований Юго-Восточной Азии в Школе востоковедения и африканистики Лондонского университета и является квалифицированным адвокатом. Гриффитс владеет французским языком.

## Карьера

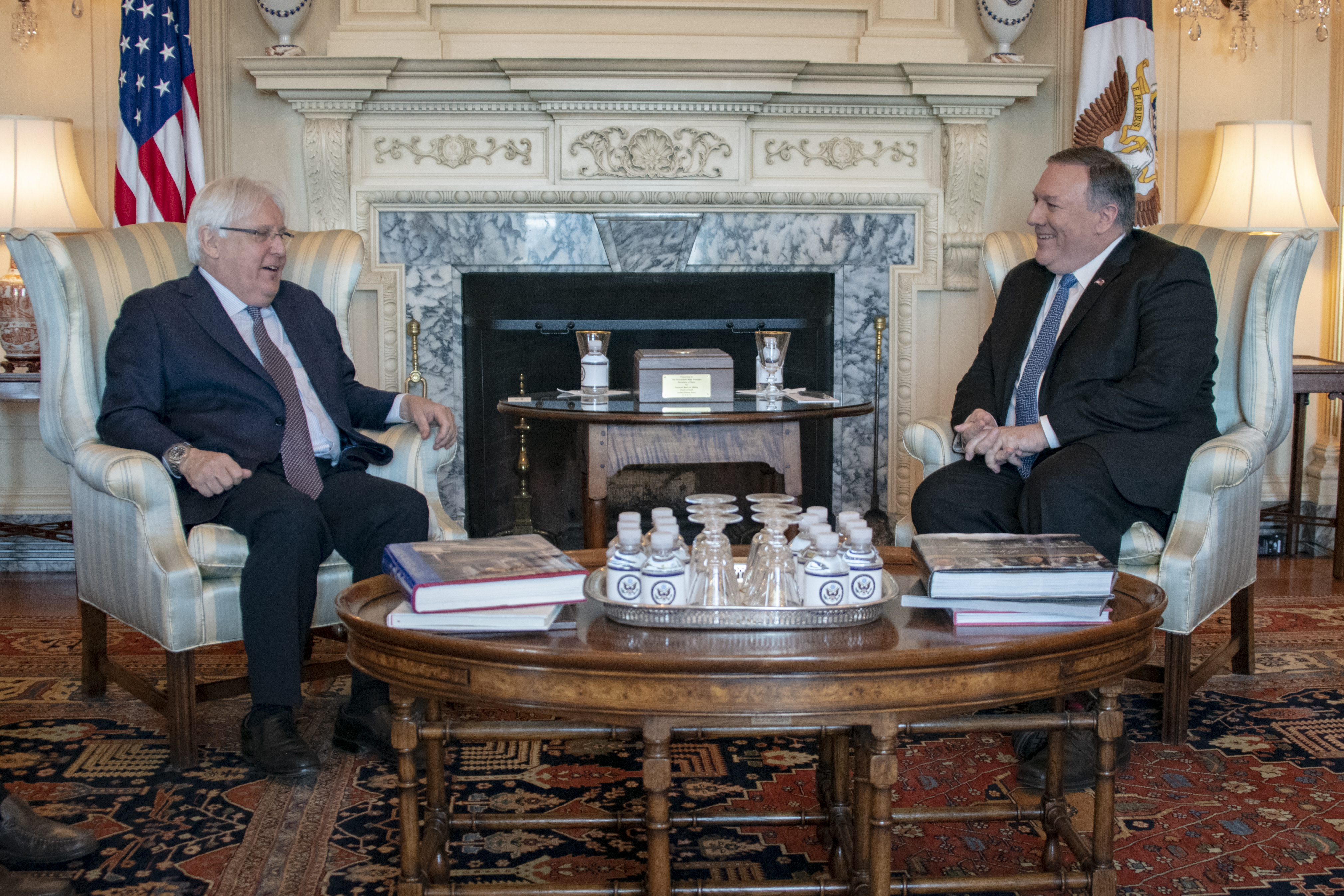
Гриффитс встречается с госсекретарём США Майком Помпео в Госдепартаменте США, Вашингтон, 14 марта 2019 года.

Гриффитс был карьерным дипломатом в Министерстве иностранных дел и по делам Содружества Великобритании и является опытным посредником в конфликтах. Гриффитс ранее занимал должность первого исполнительного директора Европейского института мира с 2016 по сентябрь 2018 года. В 1999 году он помог открыть Центр гуманитарного диалога в Женеве. Он также работал в организациях Save The Children, ActionAid и ЮНИСЕФ, а также работал советником нескольких посланников ООН в Сирии. 
С 16 февраля 2018 года по 19 июля 2021 года Гриффитс занимал должность специального посланника Организации Объединённых Наций по Йемену в Канцелярии специального посланника Генерального секретаря по Йемену. В феврале 2021 года он посетил Иран в попытке найти политическое решение гражданской войны в Йемене.
12 мая 2021 года Генеральный секретарь Организации Объединённых Наций Антониу Гутерриш объявил, что назначил Гриффитса заместителем Генерального секретаря по гуманитарным вопросам и координатором чрезвычайной помощи в Управлении по координации гуманитарных вопросов, тот сменил на этом посту Марка Лоукока.
1 мая 2023 года Гриффитс был назначен координатором ООН по чрезвычайной помощи Судану в связи с гражданской войной в Судане в 2023 году.
15 февраля 2024 года Гриффитс заявил в интервью Sky News: «ХАМАС для нас — не террористическая группировка, как вы знаете, это политическое движение», что вызвало резкую критику со стороны Израиля.
25 марта 2024 года Мартин Гриффитс объявил, что покидает свой пост в Управлении ООН по гуманитарным вопросам по состоянию здоровья..